# Exorista aureisquamosa
Exorista aureisquamosa är en tvåvingeart som först beskrevs av Baranov 1938.  Exorista aureisquamosa ingår i släktet Exorista och familjen parasitflugor. Inga underarter finns listade i Catalogue of Life.